# Дискозавриск
Дискозавриск (лат. Discosauriscus) — род небольших рептилиоморф, обитавших в Центральной и Западной Европе в нижнем пермском периоде. Из ископаемых остатков лучше всего сохранившиеся найдены в Босковице в Чехии.

## Описание

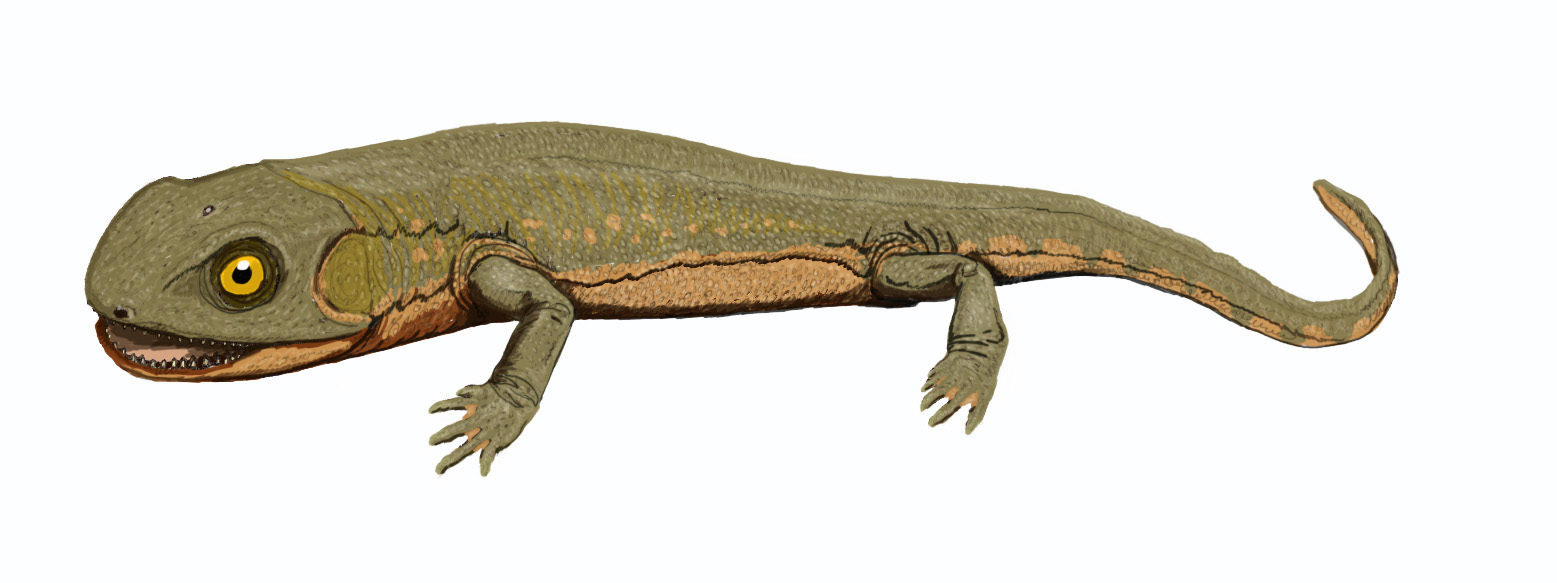
Реконструкция Discosauriscus austriacus

Дискозавриски известны только по малькам или неотеническим формам; можно различить три онтогенетических стадии.
Дискозавриск имел широкие челюсти с острыми зубами, короткими конечностями и относительно длинным хвостом. Как для передних, так и для задних конечностей фаланговая формула была одинакова: 2-3-4-5-3. Тело было покрыто округлой чешуёй с концентрическими окружностями. Описана хорошо сохранившаяся система боковой линии. Возможно, он имел электрорецепторные органы.

## Систематика
Дискозавриск, согласно разным классификациям, относился либо к антракозаврам, либо к сеймуриаморфам. Он является типовым родом для семейства Discosauriscidae или подсемейства Discosauriscinae. В настоящее время признано существование как минимум двух видов: Discosauriscus austriacus и Discosauriscus pulcherrimus. Род Letoverpeton является более поздним синонимом дискозавриска.